# Dalum (Alberta)
Pour les articles homonymes, voir Dalum.
Dalum est un secteur non constitué en municipalité de l'Alberta, au Canada. Il est situé à environ 15 kilomètres au sud de Drumheller, à l'intersection des routes Highway 569 (en) et Highway 56, à une altitude de 875 mètres. La localité a été fondée par un groupe danois appelé Dansk Folkesamfund.
Le secteur est géré par le comté de Wheatland.